# Dietikon
Dietikon este al cincilea cel mai mare oraș din cantonul Zürich din Elveția, după Zürich, Winterthur, Uster și Dübendorf. El este capitala districtului Dietikon și face parte din zona metropolitană Zürich.

## Geografie

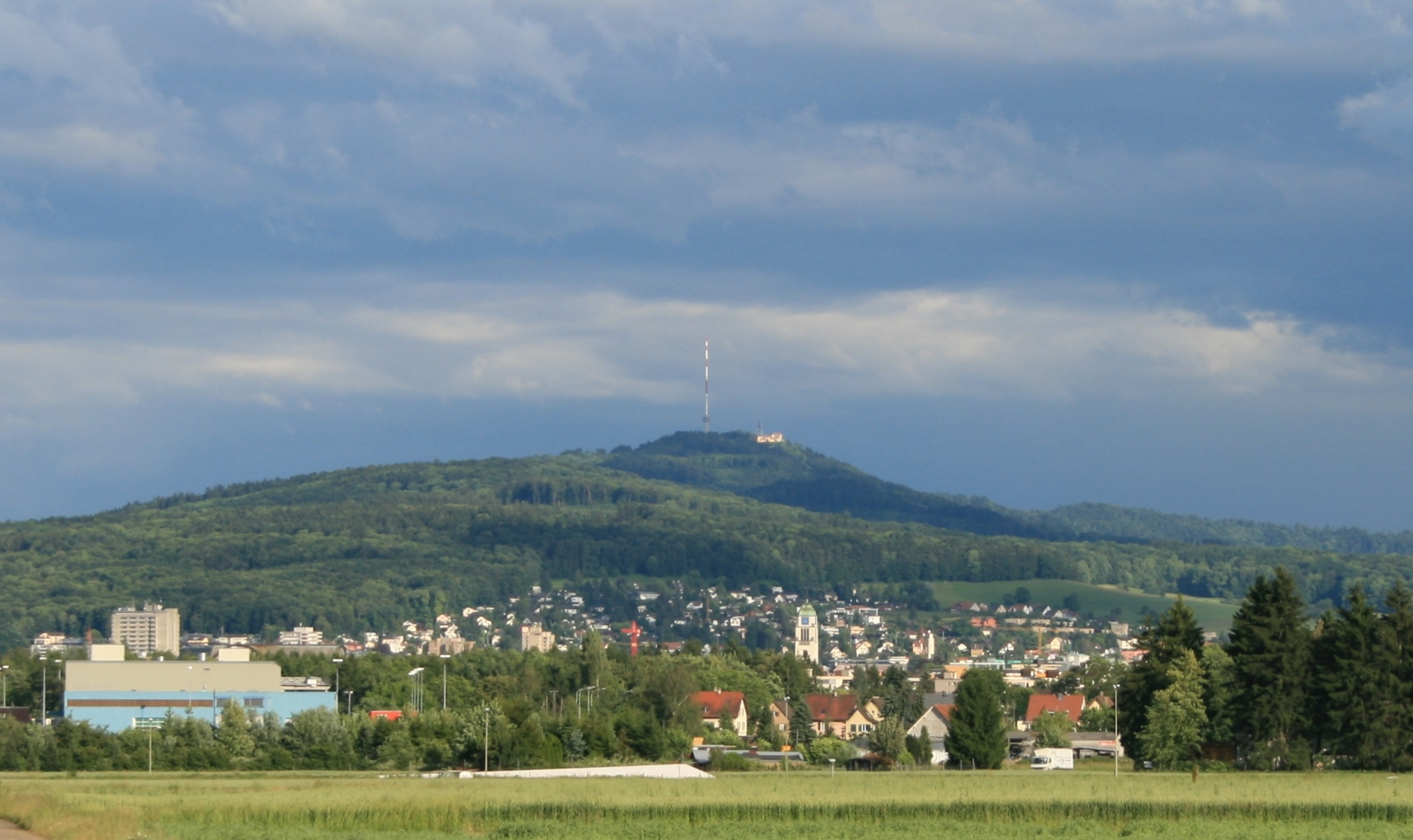
Dietikon și Uetliberg, așa cum sunt văzute din Spreitenbach

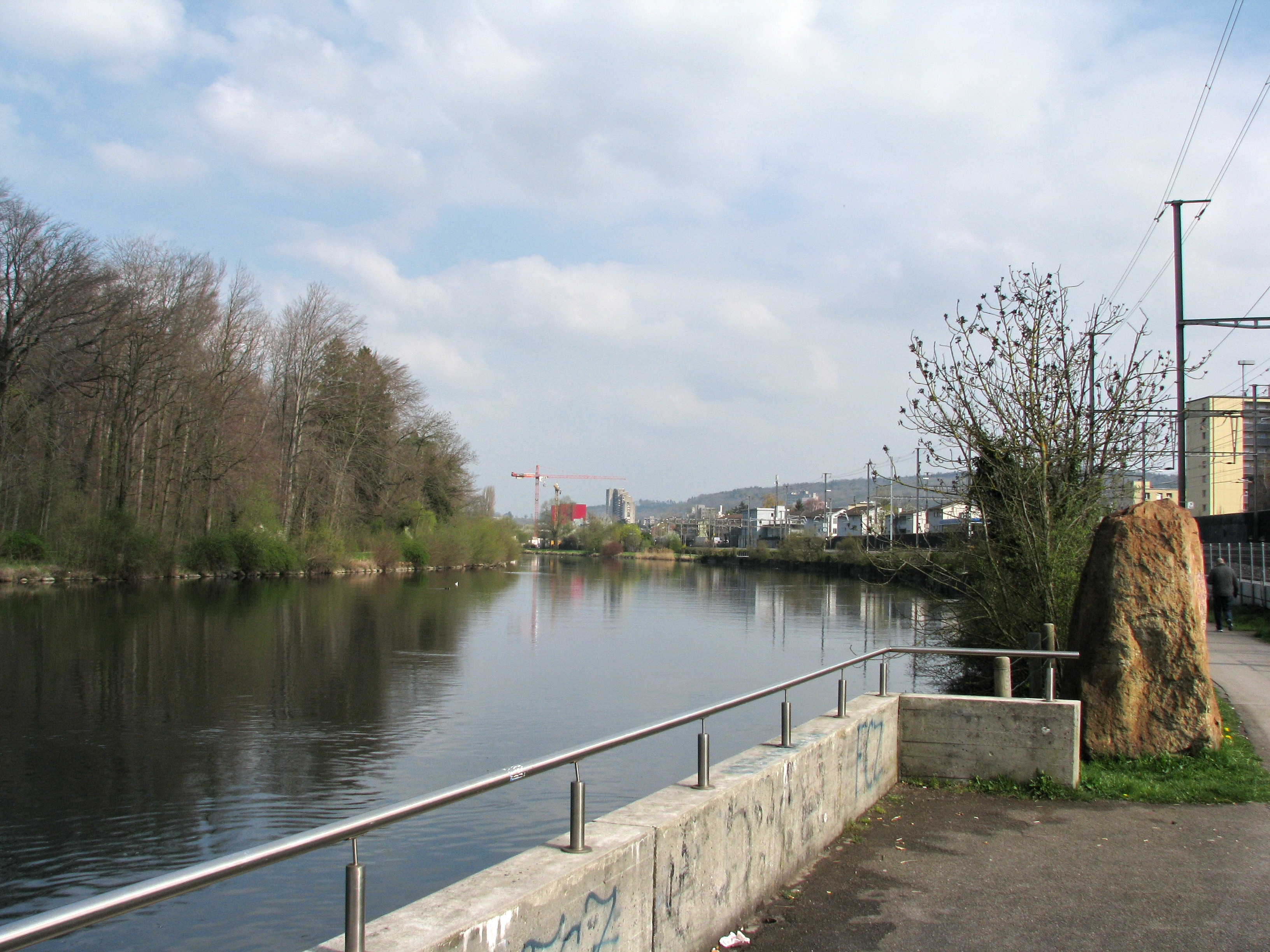
Râul Limmat la gara Dietikon

Orașul industrial Dietikon este situat la o altitudine de 388 metri (1.273 ft) la confluența râurilor Reppisch și Limmat, în Valea Limmat (în germană Limmattal), de-a lungul liniei de cale ferată ce face legătura între Zürich și Baden. Aici și în regiunea învecinată, Spreitenbach, este, de asemenea, triajul feroviar de marfă al căii ferate Limmattal.
Dietikon are o suprafață de 9,3 kilometri pătrați, care este împărțită astfel: 49,1% este formată din așezarea umană propriu-zisă (clădiri sau drumuri), 27% este împădurită, 17,2% este utilizată în scopuri agricole, iar restul de 6,7% este teren neproductiv (râuri, ghețari sau munți). În 1996 locuințele și clădirile reprezentau 33,8% din suprafața totală, în timp ce infrastructura de transport constituia restul (15,3%). Din suprafața totală neproductivă, cursurile de apă (pâraie și lacuri) constituie 4,9% din suprafață. În anul 2007 circa 40,7% din suprafața municipală totală conținea diferite tipuri de construcții.
Cele mai mari și mai cunoscute păduri ale orașului sunt Honeret, Guggenbüehl și Röhrenmoos.
Pădurea Honeret se află pe o morenă laterală a ghețarului Linth („Linthgletscher”). Există peste 200 de pietre proeminente prin pădure, până la bolovani de origine glaciară cu o suprafață de până la 25 m2. Pădurile Honeretul și Guggenbüehl sunt separate doar de un drum principal. În pădure, există câteva izvoare din care provin pâraiele Tobelbach și Stoffelbach, care se varsă apoi în râul Reppisch. Tot în pădure se află cabana „Lorenzhütte”.
Pădurea Guggenbüehl se află integral în Dietikon. În pădure se află iazul „Giigelibode”, care nu are nici afluenți, nici defluenți.

## Transport

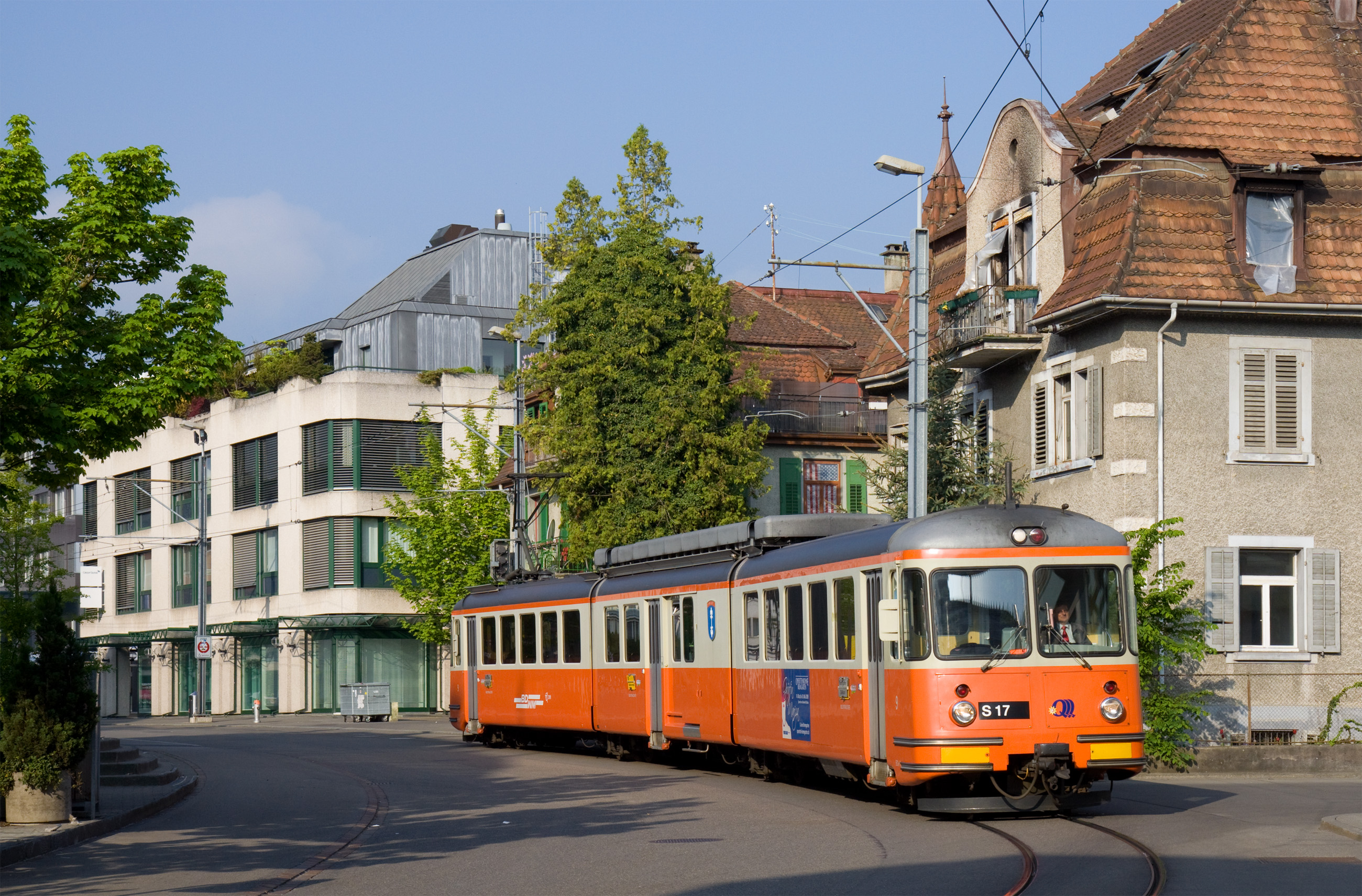
Linia S17 deservită de Bremgarten-Dietikon-Bahn

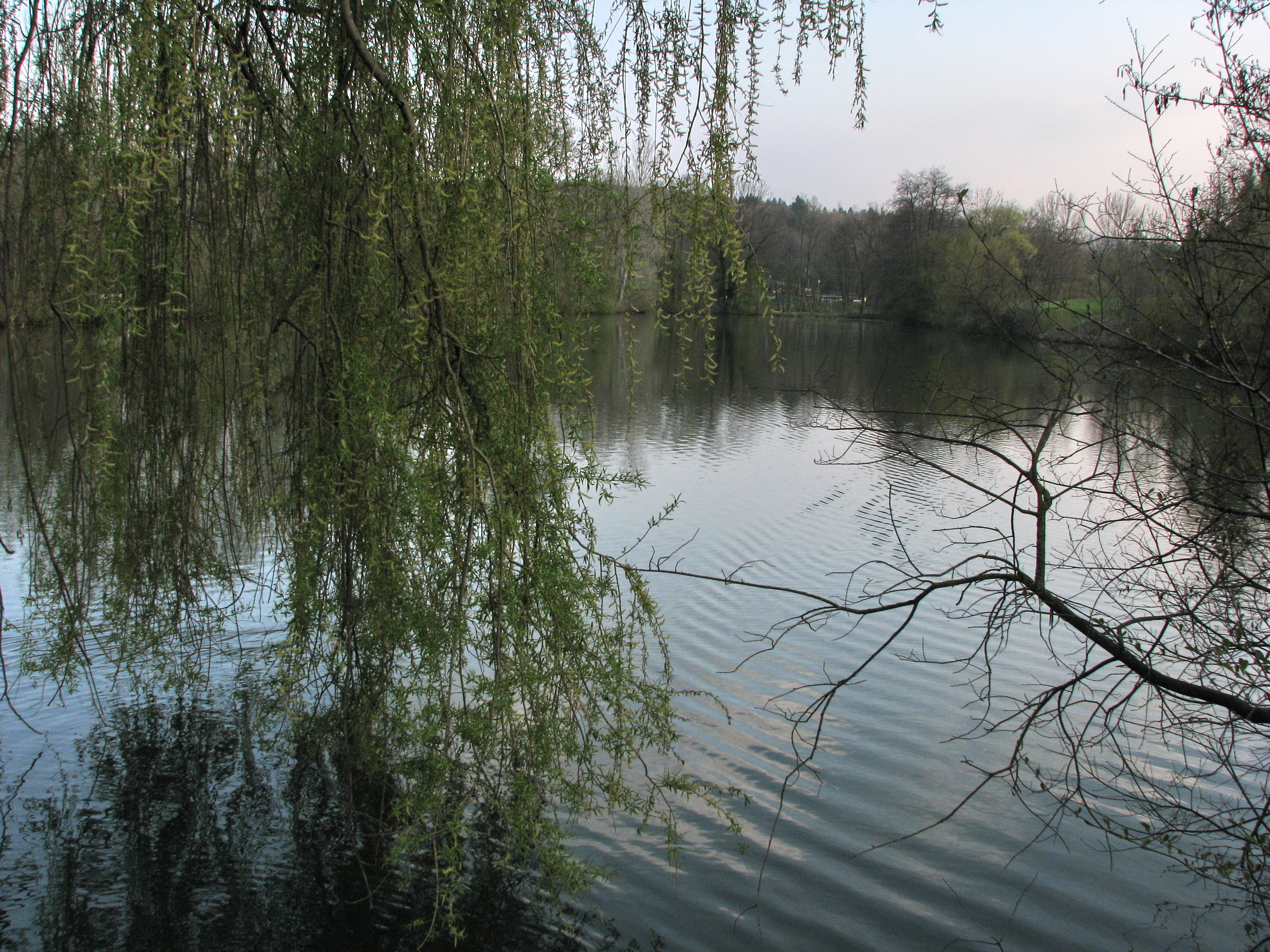
Iazul Marmoriweiher alături de Reppisch

Orașul este situat pe autostrada A3.
Gara Dietikon și gara Glanzenberg sunt stații ale sistemului feroviar S-Bahn Zürich pe liniile S3 și S12. Gara Dietikon este, de asemenea, punctul terminus al liniei S17 deservite de Bremgarten-Dietikon-Bahn.
Între 1900 și 1928, Dietikon a fost punctul terminus al liniei de tramvai Limmattal care pornea de la Zürich. Linia de cale ferată ușoară Limmattal, aflată acum în construcție, va urma un traseu similar, dar va fi extinsă din Dietikon până la Killwangen.

## Cursuri de apă
Cele mai importante cursuri de apă care curg prin Dietikon sunt Limmat și afluentul său, Reppisch. Există, de asemenea, două pâraie largi: Schäflibach (lung de aproximativ 3 km) și Teischlibach. Schäflibach este creat din unirea pâraielor Allmendbach și Stockacherbach și se varsă în Limmat. Teischlibach izvorăște din Röhrenmoos, din pădurea de deasupra orașului Dietikon, și se varsă în Limmat. Iazul Marmoriweiher se află în zona Grunschen, un loc împădurit folosit pentru ieșiri în aer liber. Marmoriweiher este un iaz artificial, care a fost amenajat pentru alimentarea cu apă a detașamentului de pompieri. Pentru aceasta, a fost construit un canal care face legătura cu Grunschen. Mai târziu a servit ca iaz al unei fabrici de marmură, de unde i se trage numele.

## Istoric
Dietikon este menționat pentru prima dată în 1100 ca Dietinchovin. În Dietikon există mai multe ruine romane și, de asemenea, mănăstirea benedictină Fahr, construită pe un teren donat de familia conților de Regensberg în jurul anului 1130 d.Hr., cu o biserică de tip claustru datând din perioada 1743-1746. A doua bătălie de la Zürich a avut loc de fapt la Dietikon (în septembrie 1799), iar numele orașului este înscris acum pe unul din pilonii Arcului de Triumf din Paris, Franța.

## Politică
Președintele orașului este Roger Bachmann (SVP).

## Date demografice

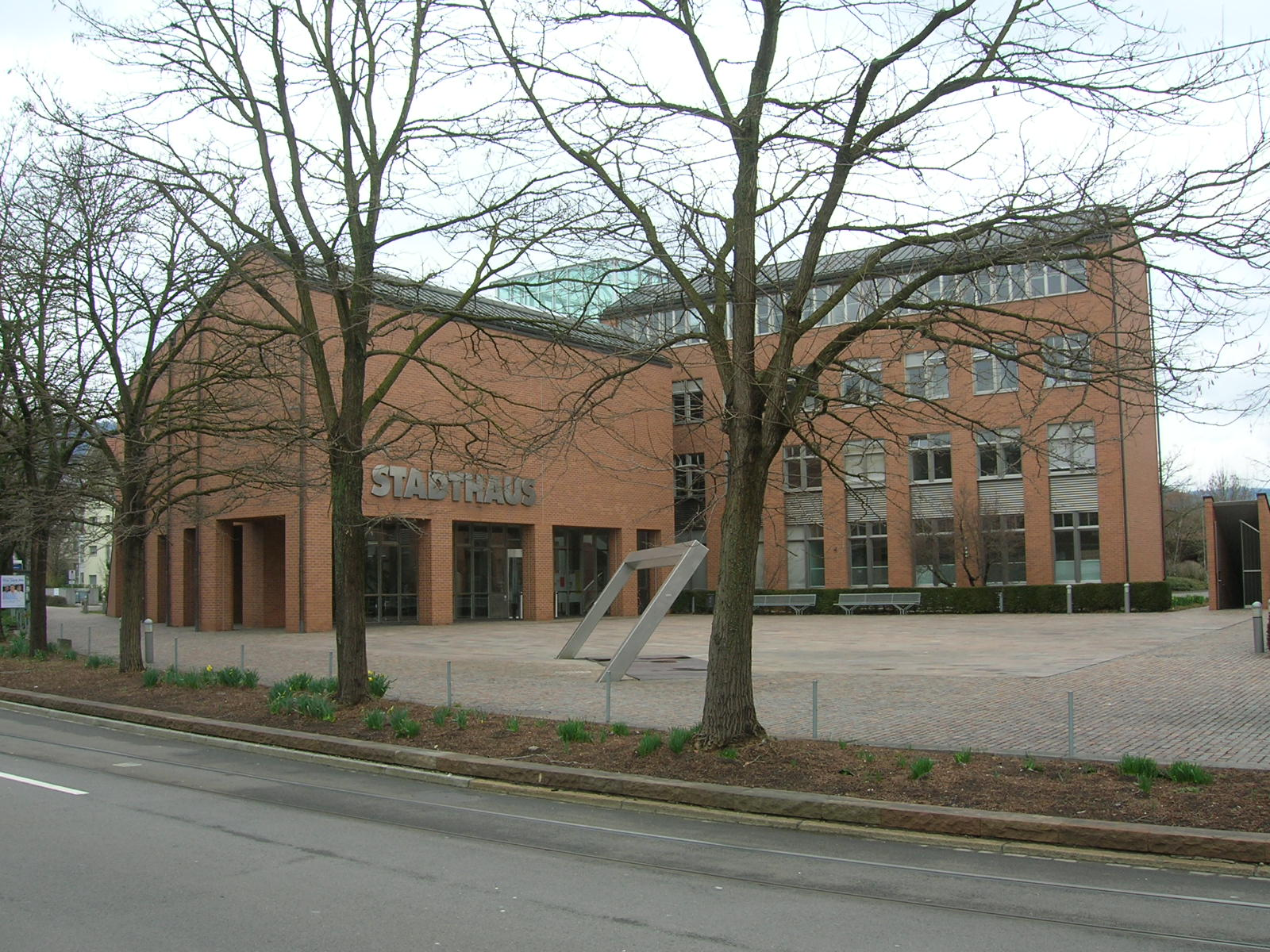
Primăria din Dietikon

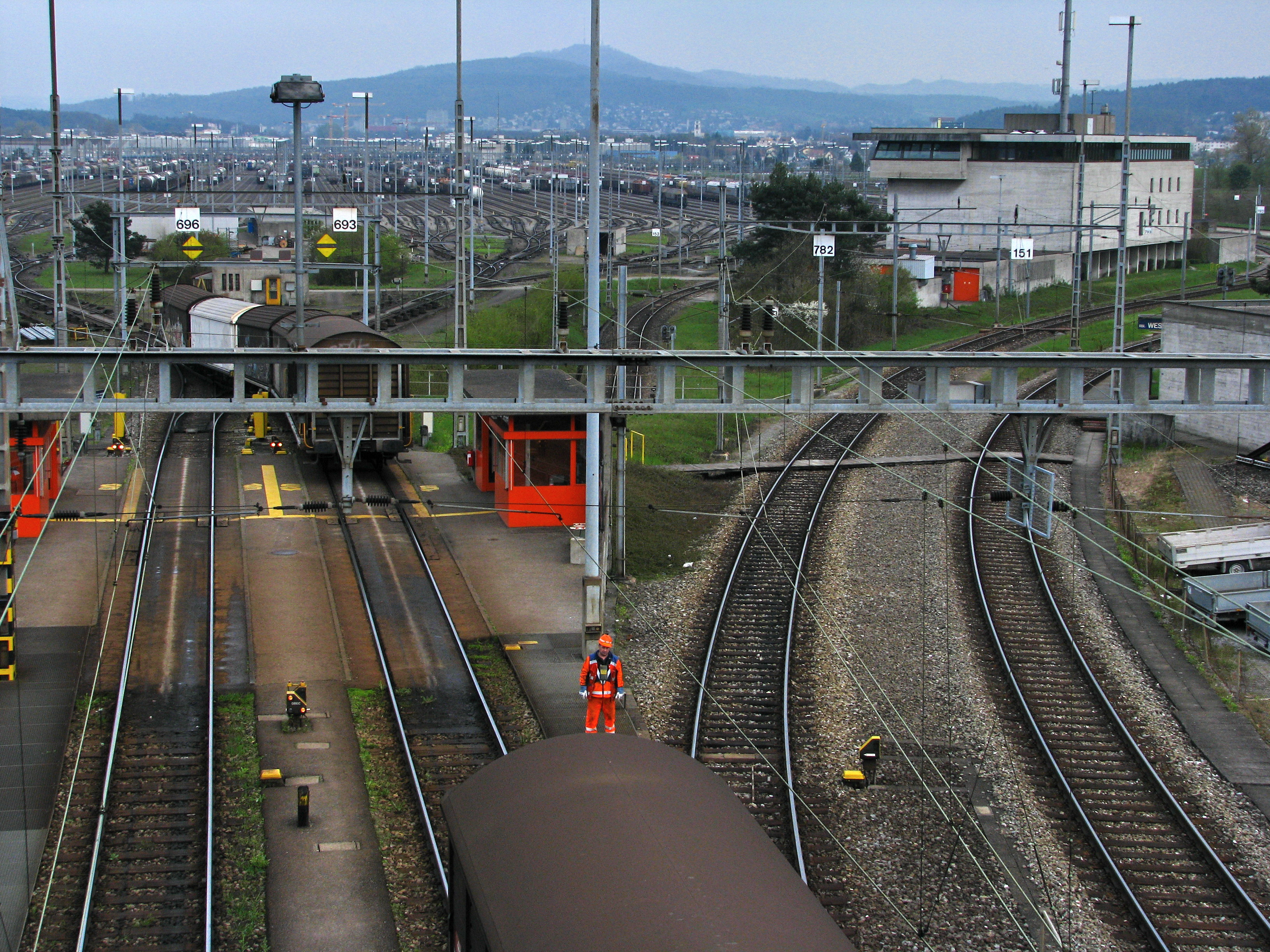
Triajul RBL (Rangierbahnhof Limmattal)

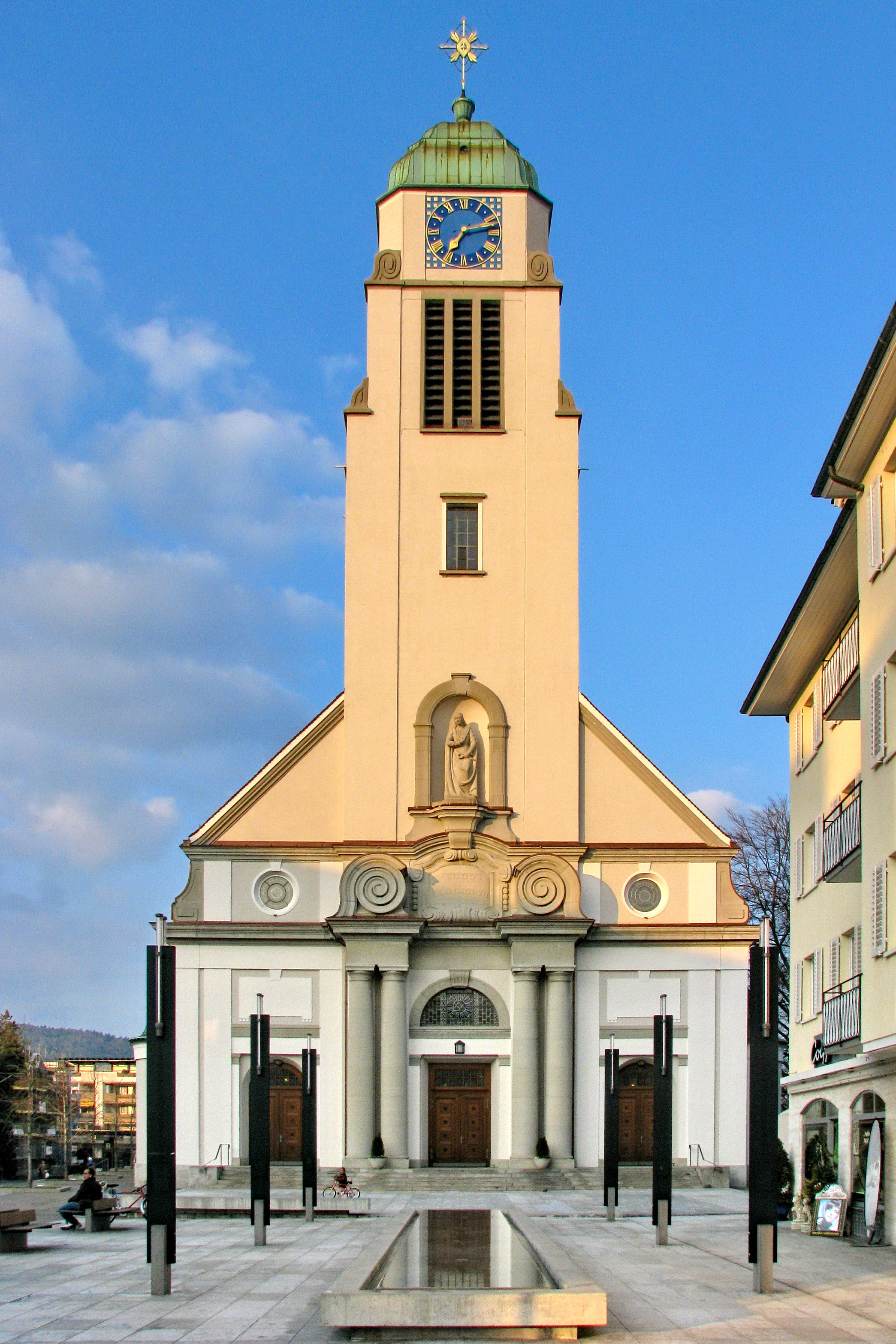
Biserica romano-catolică Sf. Agata (construită în 1927)

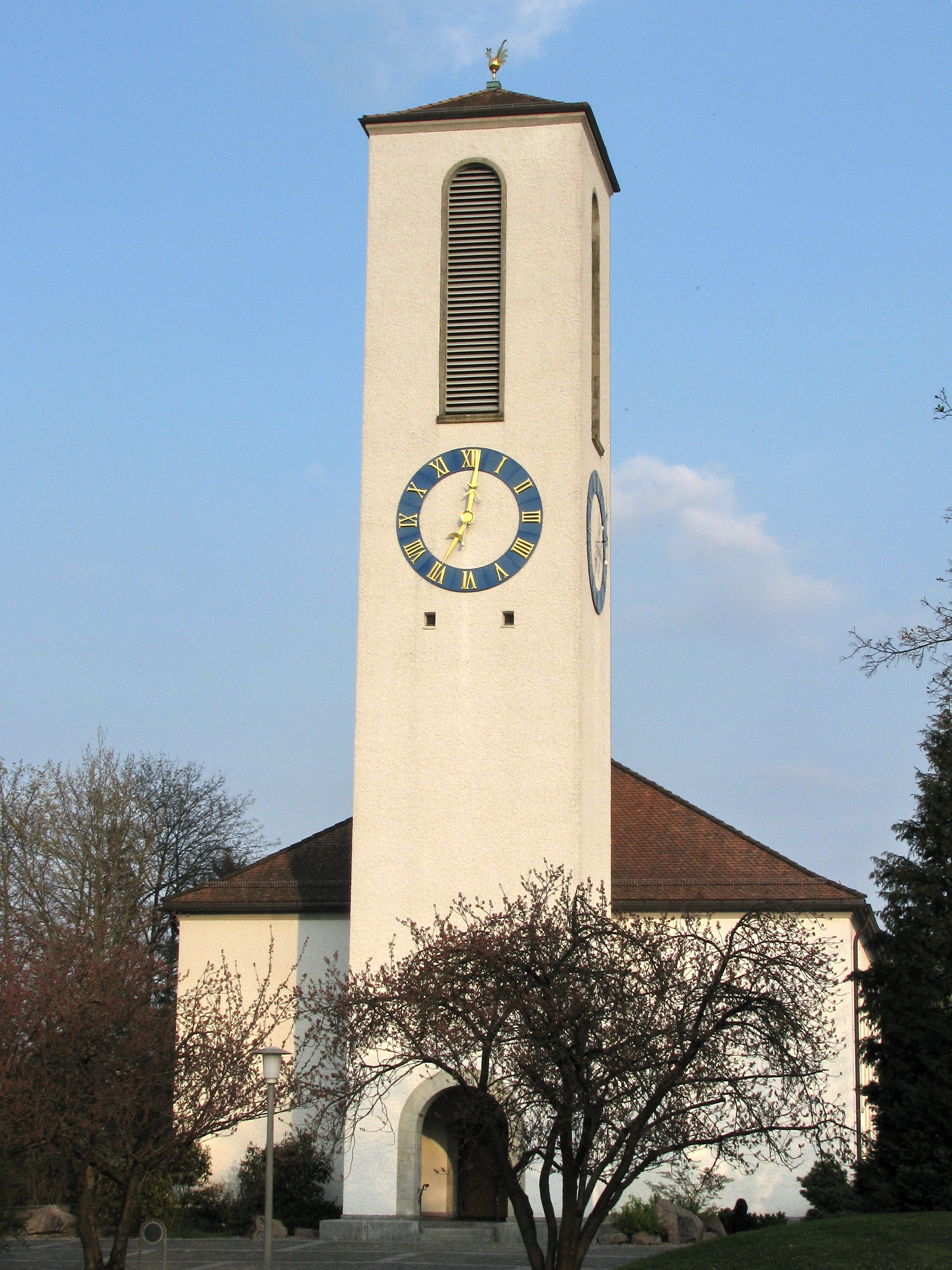
Biserica reformată (construită în 1925)

Dietikon are o populație (la 31 decembrie 2018) de 27.265 de locuitori. În anul 2007 circa 39,8% din populație era alcătuită din cetățeni străini. În anul 2008 distribuția de gen a populației era de 50% bărbați și 50% femei. În ultimii 10 ani populația a crescut cu o rată de 10,5%. Cea mai mare parte a populației (în 2000) vorbește limba germană (73,9%), urmată de limba italiană (8,9%) și de limba albaneză (3,8%).
La alegerile din 2007 cel mai popular partid a fost SVP care a primit 40,1% din voturi. Următoarele trei partide în ordinea popularității au fost SPS (19,9%), CVP (13,7%) și FDP (8%).
Distribuția pe vârstă a populației (în 2000) era următoarea: copiii și adolescenții (0-19 ani) constituiau 21,3% din populație, adulții (20-64 ani) reprezentau 64,7%, iar persoanele în vârstă (peste 64 de ani) constituiau 14%. Aproximativ 60,1% din populația orașului Dietikon (cu vârsta ciprinsă între 25 și 64 de ani) au terminat fie învățământul secundar neobligatoriu, fie studii superioare suplimentare (universitate sau Fachhochschule). În Dietikon există 9.892 de gospodării. 
Dietikon are o rată a șomajului de 4,2%. În anul 2005 erau 179 de persoane angajate în cele aproximativ 13 întreprinderi implicate în sectorul economic primar. Un număr de 2.613 persoane erau angajate în cele 213 întreprinderi din sectorul secundar. 10.632 de persoane sunt angajate în cele 957 de întreprinderi din sectorul terțiar. În anul 2007 circa 60,6% din populația activă era angajată cu normă întreagă, în timp ce 39,4% era angajată cu normă parțială.
În anul 2008 trăiau în Dietikon 8.655 de catolici și 4.599 de protestanți. Recensământul din 2000 a evidențiat că 41,8% din populație era formată din catolici și 26,5% din populație era protestantă, din care 24,6% aparțineau Bisericii Reformate Elvețiene și 1,9% aparțineau altor biserici protestante. Din restul populației, 12,2% erau musulmani, 16,1% aveau o altă religie (care nu era enumerată), 4,6% nu și-au declarat religia și 9,4% erau atei sau agnostici.
Populația istorică este prezentată în următorul tabel:
| An   | Populație |
| ---- | --------- |
| 1779 | 686       |
| 1836 | 1.025     |
| 1850 | 1.291     |
| 1900 | 2.613     |
| 1910 | 4.493     |
| 1950 | 7.132     |
| 1960 | 14.920    |
| 1970 | 22.705    |
| 1990 | 21.152    |
| 2000 | 21.353    |
| 2017 | 27.079    |

## Economie și educație
Printre alte companii, ziarul Limmattaler Zeitung și compania de retail Ex Libris au sediul central în Dietikon.

## Vremea
Dietikon are în medie 132,2 zile ploioase pe an, având o medie anuală de precipitații de 1.078 mm. Cea mai umedă lună este august, timp în care Dietikon primește în medie 114 mm de precipitații. În cursul celei mai umede luni a anului se înregistrează precipitații în medie timp de 12,7 zile.

## Atracții pentru vizitatori
Una dintre atracțiile turistice din Dietikon și Spreitenbach este parcul Bruno Weber, una dintre puținele grădini cu sculpturi și Gesamtkunstwerk din Elveția. Glanzenberg a fost cândva o așezare de-a lungul râului Limmat, dar fortificațiile sale par să nu fi fost niciodată finalizate și s-ar putea să fi fost distruse în 1267/1268, potrivit unei legende. Rămășițele sale se găsesc într-o mică pădure aflată de-a lungul Limmatului, vizavi de gara cu același nume. Acolo sunt situate, de asemenea, zidurile fostului castel Glanzenberg, construit la sfârșitul secolului al XII-lea de către conții de Regensberg.

## Personalități

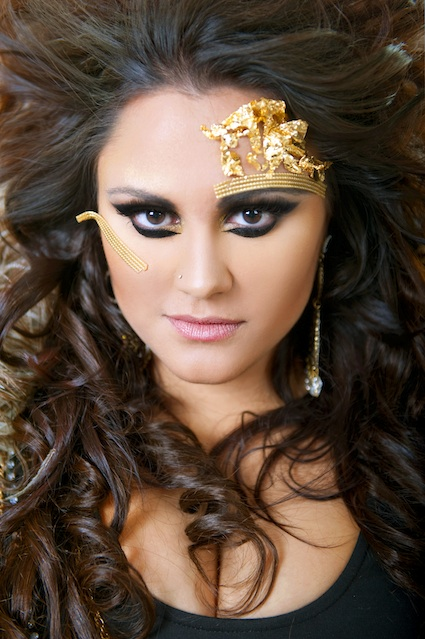
Diamá (aka Claudia D'Addio), 2008

- Bruno Weber (1931-2011), artist și arhitect, specializat în realism fantastic
- Peter Schweri (1939-2016), artist, pictor, ilustrator, fotograf și compozitor de muzică
- Peter Vetsch (n. 1943), arhitect, cunoscut pentru construirea de case săpate în pământ
- Urs Fischbacher (n. 1959), economist și profesor de științe economice aplicate la Universitatea din Konstanz
- Markus Notter (n. 1960), politician și fost președinte al orașului (1990-1996)
- Josef Wiederkehr (n. 1970), om de afaceri și om politic
- Diamá (n. 1980), cunoscută și sub numele de Claudia D'Addio, cântăreață, a crescut la Dietikon

## Orașe înfrățite
Dietikon este înfrățit cu următoarele orașe:
| - Braggio, Graubünden, Elveția - Kolín, Republica Cehă - Renens, Vaud, Elveția |

## Galerie

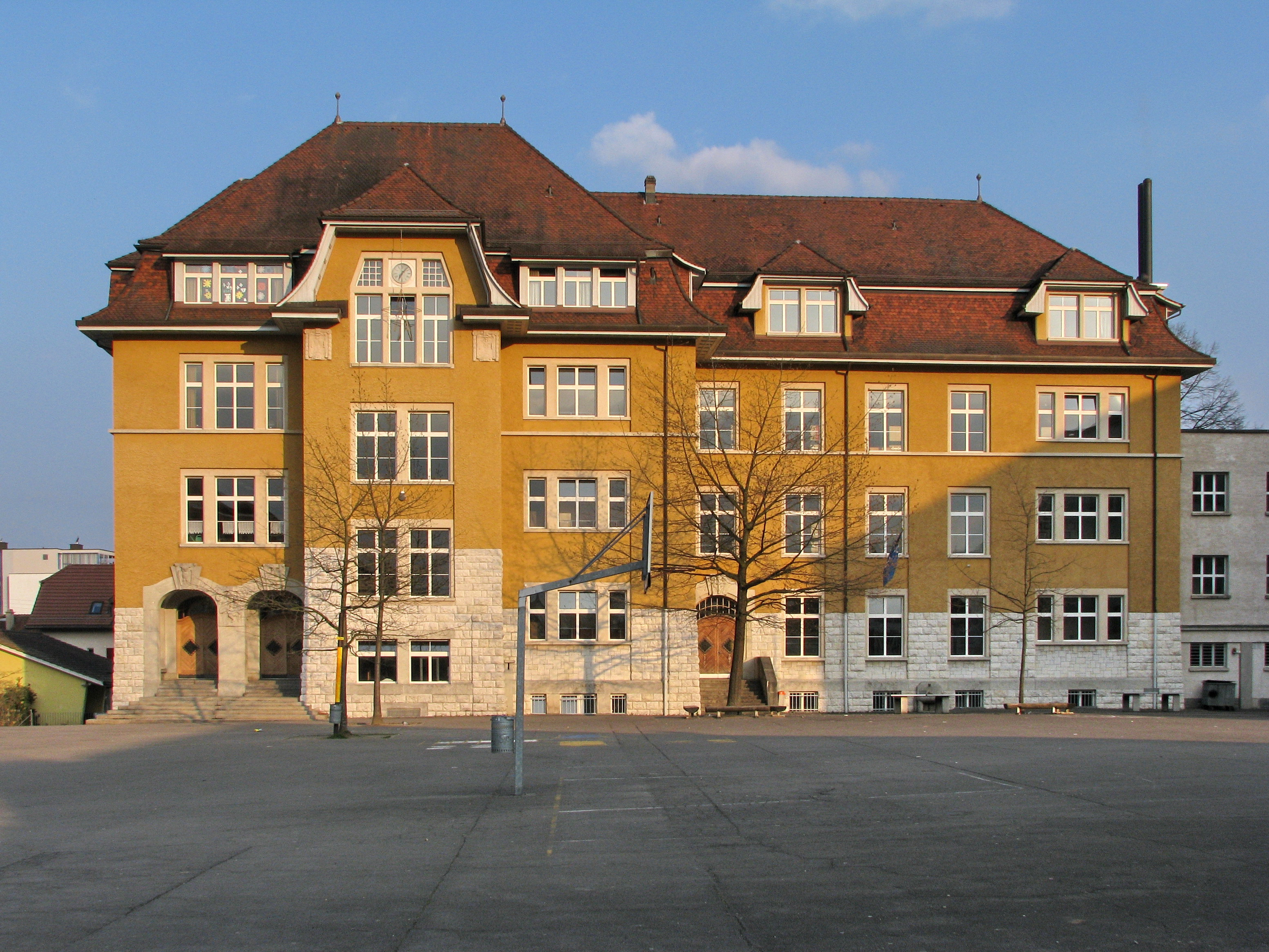
Clădirea Zentralschulhaus
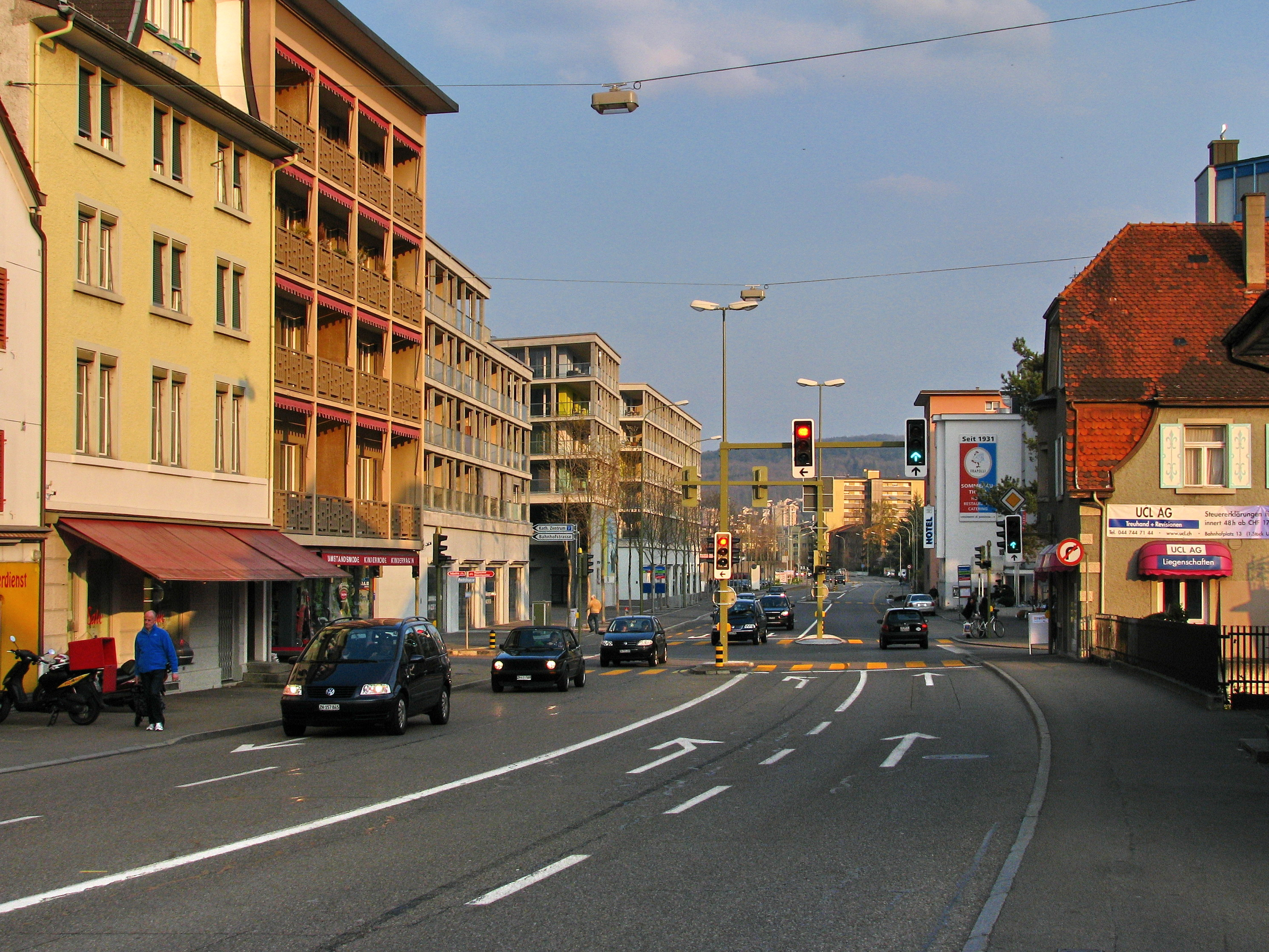
Zürcherstrasse în direcția Schlieren
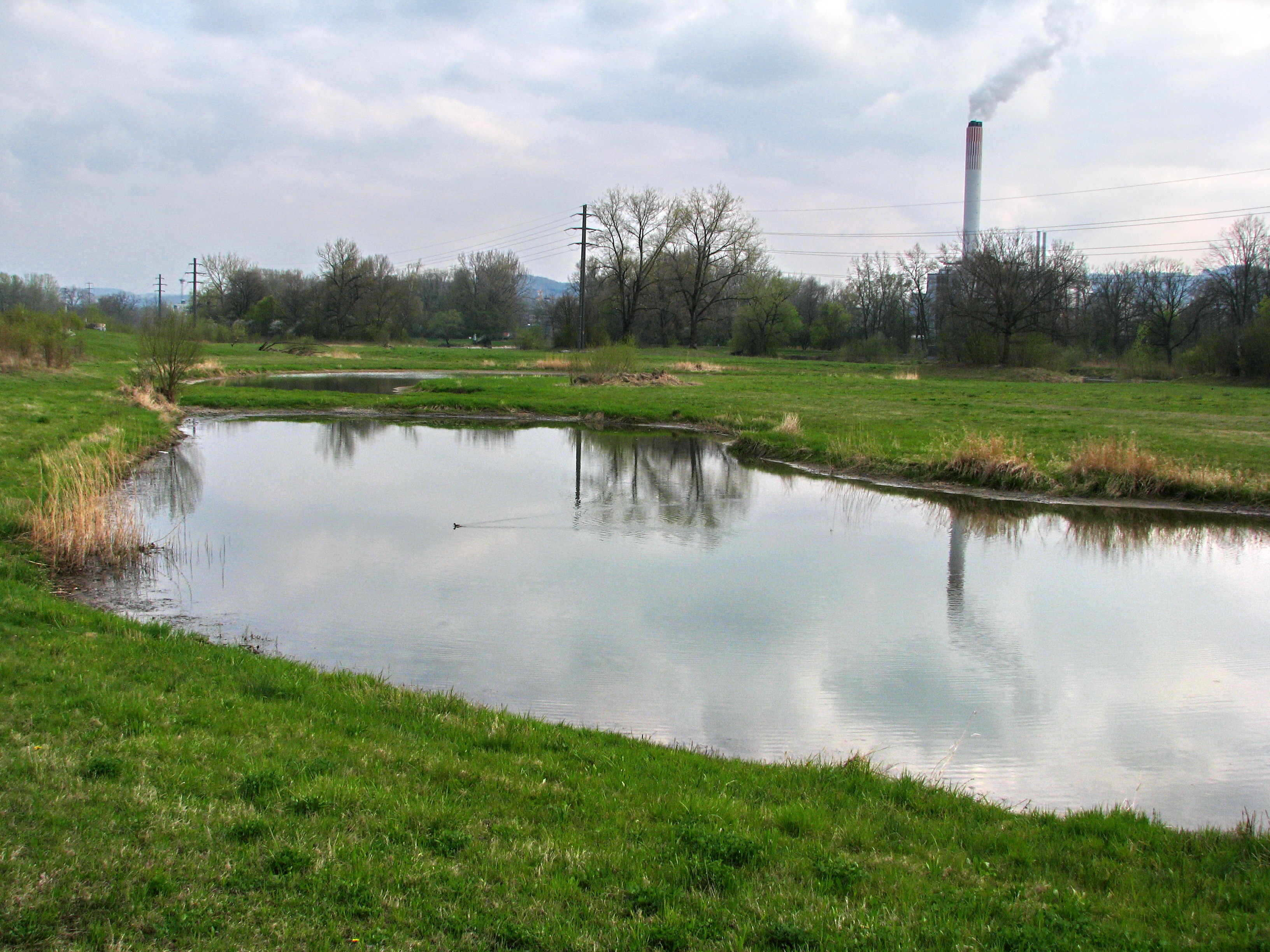
Zona protejată Dietiker & Geroldswiler Auen pe malul râului Limmat
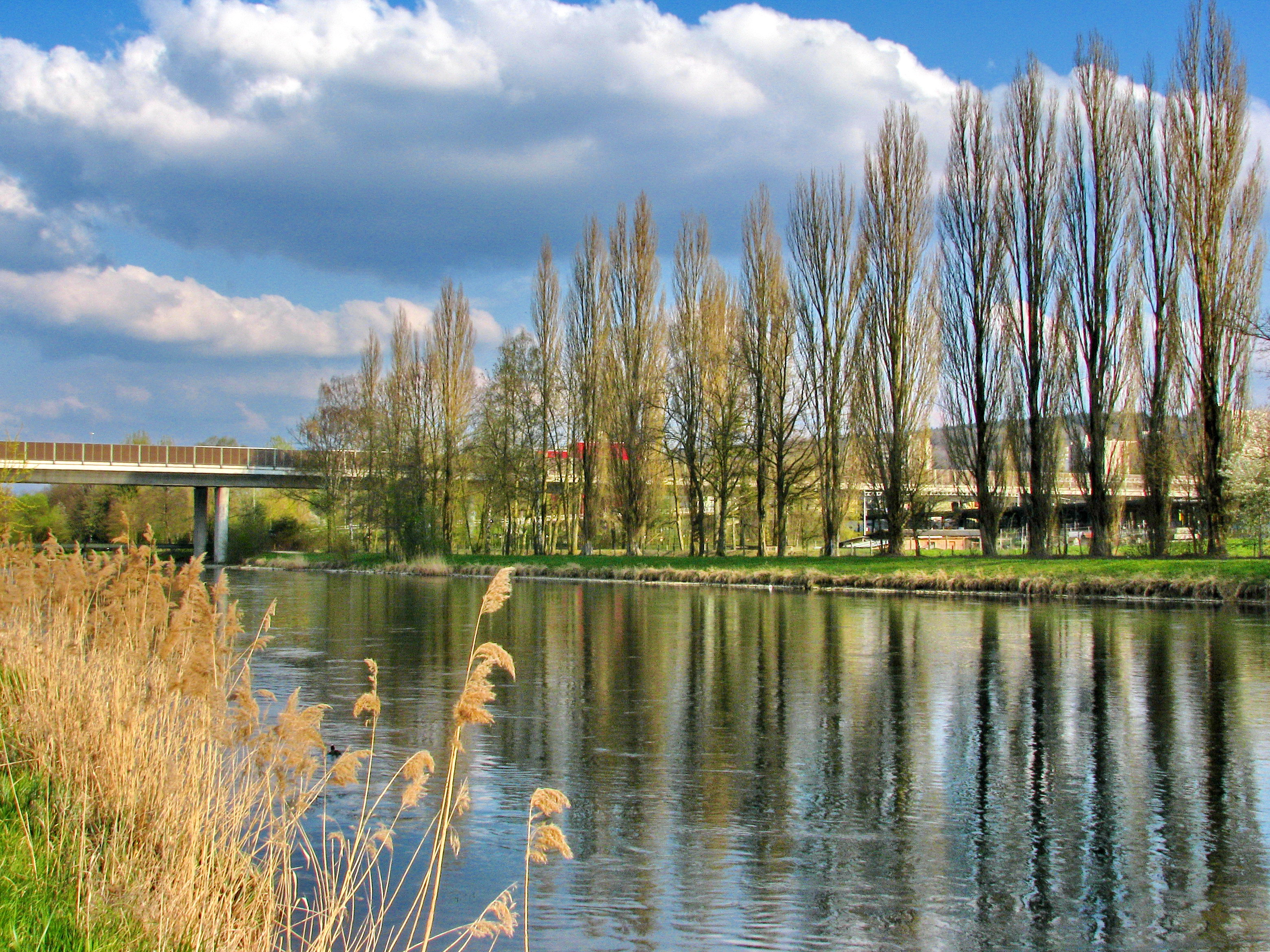
Traseu de drumeție pe lângă gara Glanzenberg
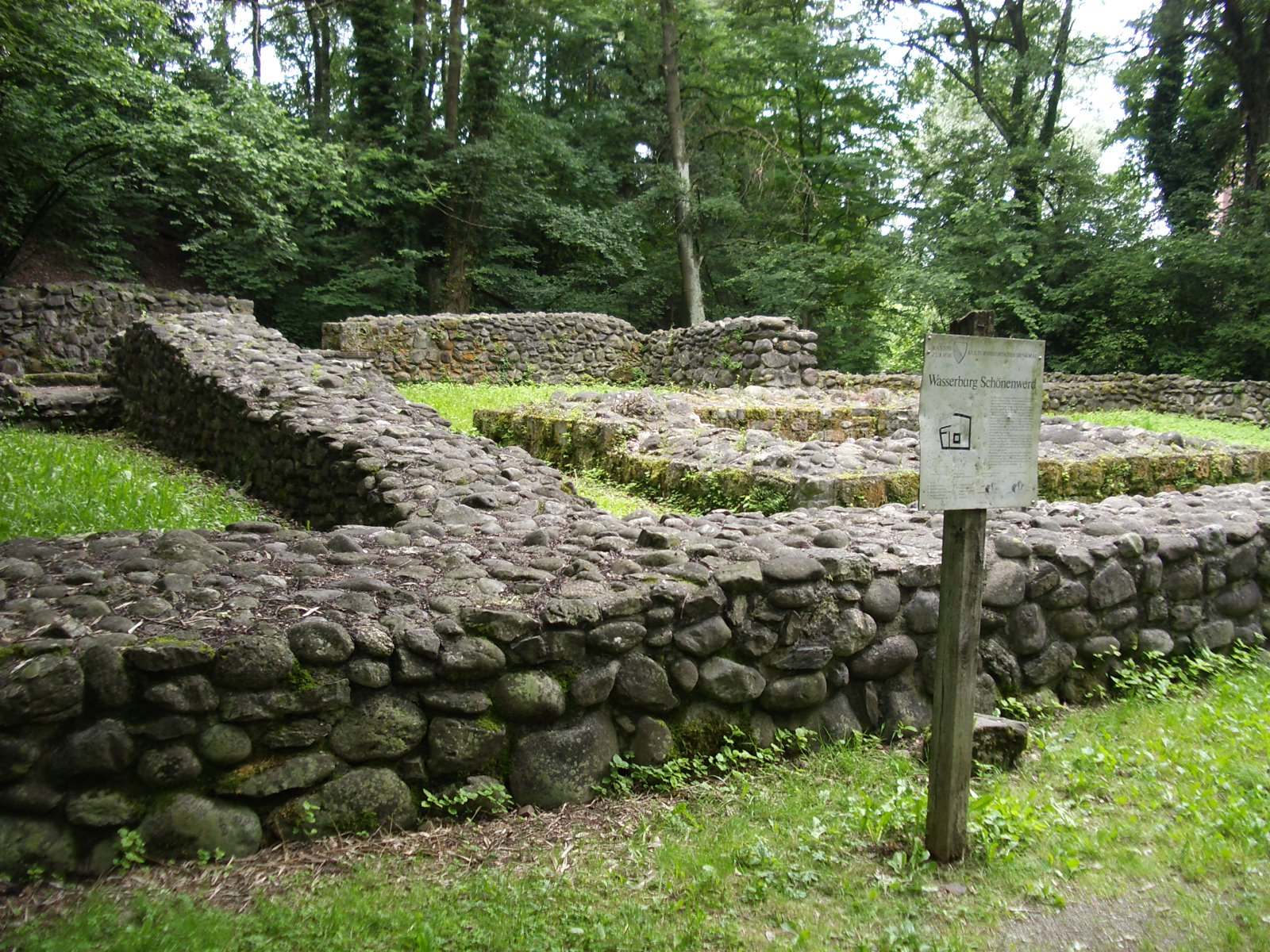
Ruinele castelului de apă Schönenwerd
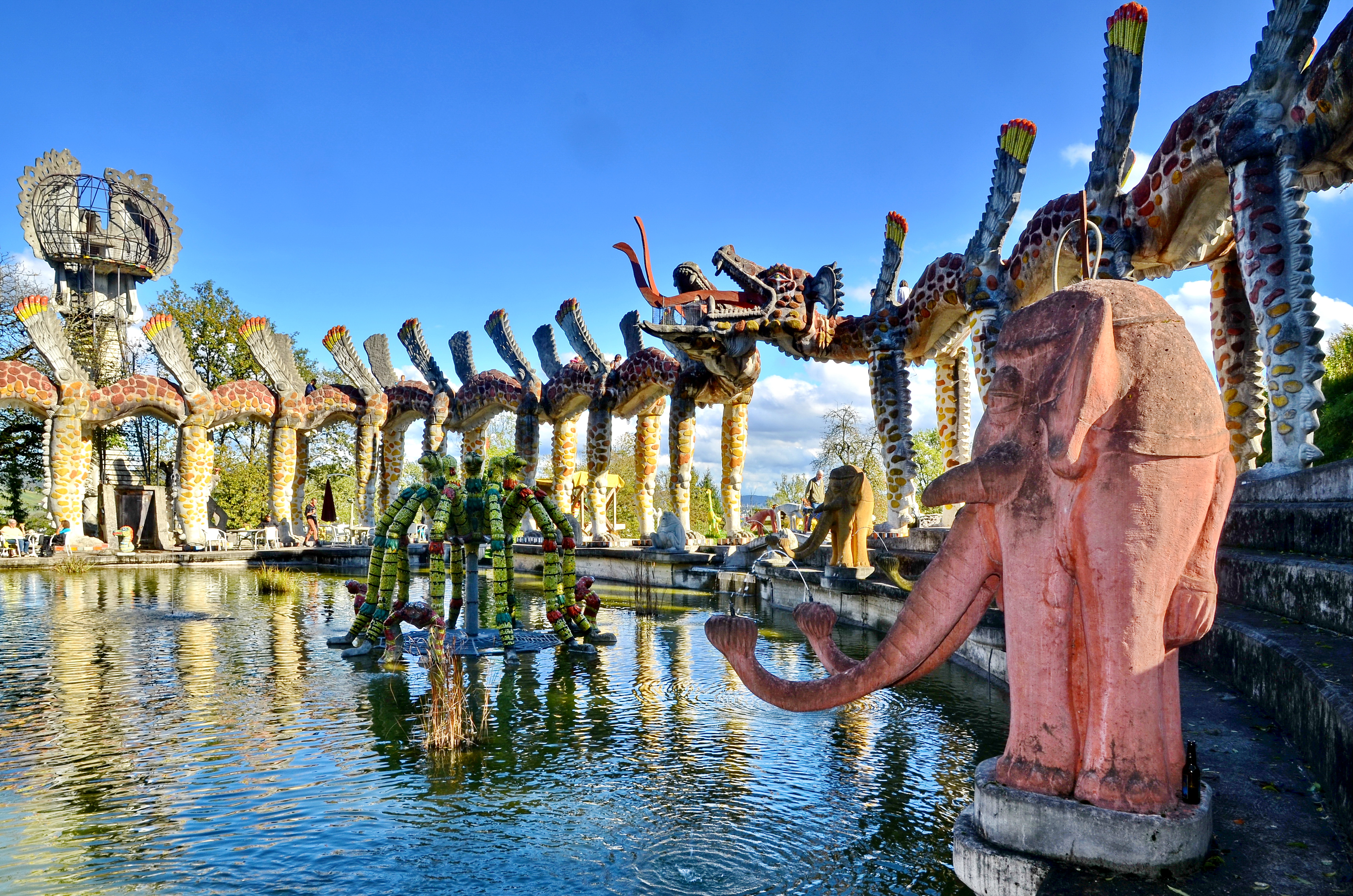
Parcul Bruno Weber
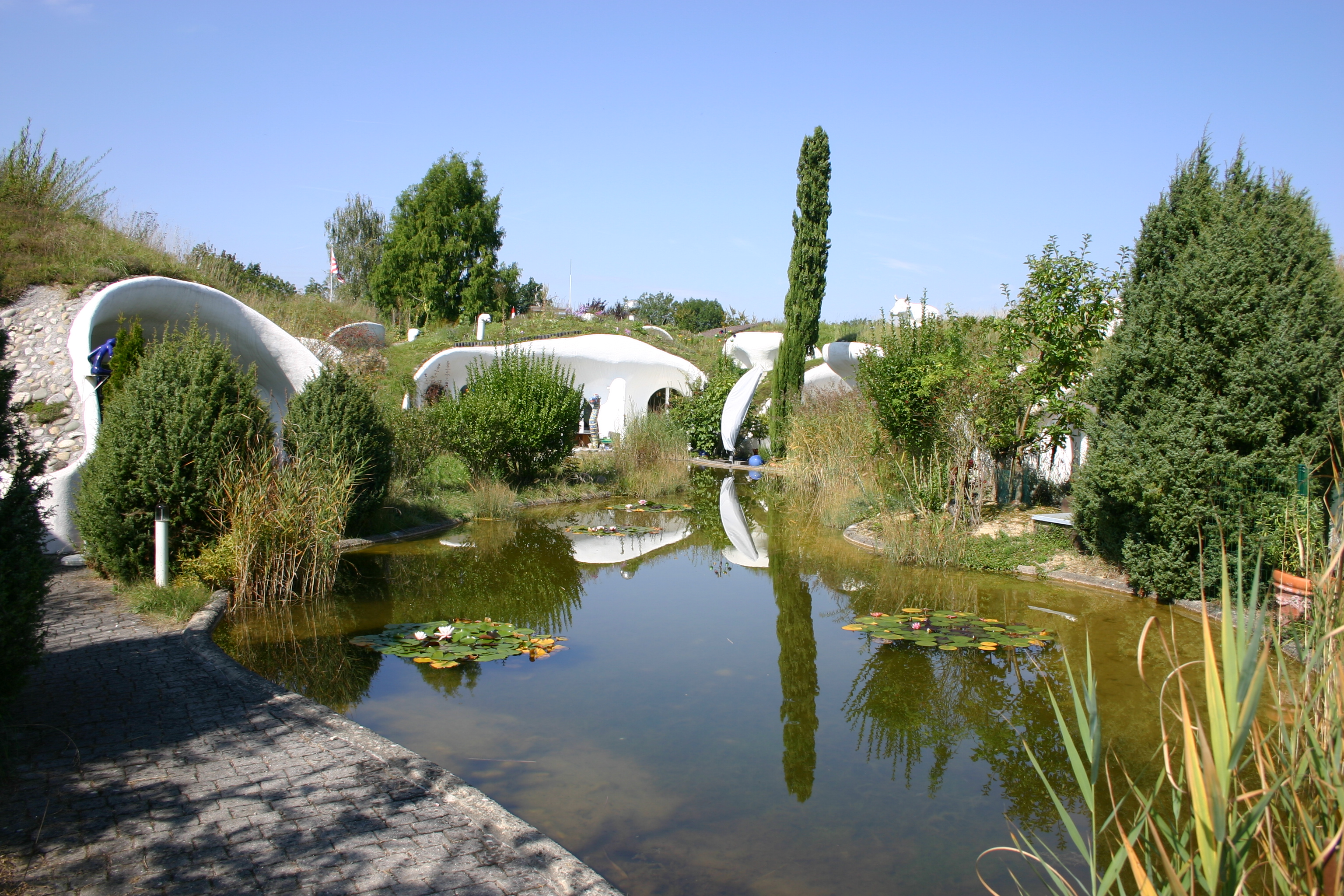
Case săpate în pământ pe proprietatea Lättenstrasse a arhitectului Peter Vetsch

## Legături externe
- de  Site-ul oficial
- Articol despre Dietikon în Lexiconul de istorie al Elveției